# Born This Way – The Remix
Born This Way – The Remix ist das zweite Remixalbum der US-amerikanischen Sängerin Lady Gaga, das am 18. November 2011 in Deutschland und drei Tage später auch in anderen Ländern veröffentlicht wurde. Es enthält 14 Remixe der Lieder ihres zweiten Studioalbums Born This Way.

## Hintergrund
Im Oktober 2011 gab Lady Gaga bekannt, dass sie plant, noch im Laufe des Jahres ein Remixalbum zu veröffentlichen. Es ist ein Teil von Born This Way – The Collection, das außerdem noch aus der 17-Track-Version von Born This Way und der DVD des HBO-Konzertes Lady Gaga Presents the Monster Ball Tour: At Madison Square Garden besteht. Keines der Remixe war auf der zweiten CD der Deluxe-Edition von Born This Way vorhanden, sodass jeder Titel bisher unveröffentlicht war.

## Kritik
Jason Lipshultz von Billboard sagte, dass das Album keine Neuheit im Bezug auf Remixalben ist. Außerdem empfiehlt er es nur für Gagas Fans, die mit diesem Album tolle neue Versionen ihrer Lieblingslieder bekommen. Den restlichen Teil der Bevölkerung spreche dieses Album seiner Meinung nach eher weniger an.

## Titelliste

### Standard Edition
Die zweite CD der Deluxe-Edition von Born This Way enthält bereits sechs Remixes. Das neue Remixalbum enthält 14, bisher unveröffentlichte, Remixes.
| #   | Titel                                            | Songwriting                                                | Länge |
| --- | ------------------------------------------------ | ---------------------------------------------------------- | ----- |
| 1.  | Born This Way (Zedd Remix)                       | Lady Gaga, Jeppe Laursen                                   | 6:30  |
| 2.  | Judas (Goldfrapp Remix)                          | Lady Gaga, RedOne                                          | 4:41  |
| 3.  | The Edge of Glory (Foster the People Remix)      | Lady Gaga, Fernando Garibay, DJ White Shadow               | 6:09  |
| 4.  | Yoü and I (Wild Beasts Remix)                    | Lady Gaga                                                  | 3:50  |
| 5.  | Marry the Night (The Weeknd & Illangelo Remix)   | Lady Gaga, Fernando Garibay                                | 4:03  |
| 6.  | Black Jesus † Amen Fashion (Michael Woods Remix) | Lady Gaga, DJ White Shadow                                 | 6:10  |
| 7.  | Bloody Mary (The Horrors Remix)                  | Lady Gaga, Fernando Garibay, DJ White Shadow               | 5:18  |
| 8.  | Scheiße (Guéna LG Club Remix)                    | Lady Gaga, RedOne                                          | 5:44  |
| 9.  | Americano (Gregori Klosmann Remix)               | Lady Gaga, Fernando Garibay, Cheche Alara, DJ White Shadow | 6:07  |
| 10. | Electric Chapel (Two Door Cinema Club Remix)     | Lady Gaga, DJ White Shadow                                 | 3:59  |
| 11. | Yoü and I (Metronomy Remix)                      | Lady Gaga                                                  | 4:20  |
| 12. | Judas (Hurts Remix)                              | Lady Gaga, RedOne                                          | 4:41  |
| 13. | Born This Way (Twin Shadow Remix)                | Lady Gaga, Jeppe Laursen                                   | 4:20  |
| 14. | The Edge of Glory (Sultan & Ned Shepard Remix)   | Lady Gaga, Fernando Garibay, DJ White Shadow               | 6:33  |

### Bonustitel
Der iTunes Store bietet zu den herkömmlichen Titeln einen Bonustitel an:
| #   | Titel                            | Songwriting       | Länge |
| --- | -------------------------------- | ----------------- | ----- |
| 15. | Judas (Röyksopp’s 30 Pieces Mix) | Lady Gaga, RedOne | 9:18  |

### Limitierte Edition (nur in Japan)
In Japan wird am 23. November eine limitierte Edition mit zwei Extra-Titeln erscheinen.
| #   | Titel                                         | Songwriting                         | Länge |
| --- | --------------------------------------------- | ----------------------------------- | ----- |
| 15. | Yoü and I (Mark Taylor Remix)                 | Lady Gaga                           | 5:02  |
| 16. | The Edge of Glory (Desi Hits Bollywood Remix) | Lady Gaga, Fernando Garibay, RedOne | 4:26  |

## Chartplatzierungen
Born This Way – The Remix erreichte in Spanien Platz 41, wo sich die CD vier Wochen in den Charts halten konnte. In Frankreich stieg die Platte auf Rang 71 ein (eine Woche) und in Italien belegte das Remixalbum Position 89. Hier blieb das Album eine Woche in der Chartwertung. In den UK-Charts erreichte Born This Way – The Remix Platz 77; in den Vereinigten Staaten Rang 105.
| ChartsChartplatzierungen       | Höchstplatzierung | Wochen |
| ------------------------------ | ----------------- | ------ |
| Vereinigte Staaten (Billboard) | 105 (2 Wo.)       | 2      |
| Vereinigtes Königreich (OCC)   | 77 (1 Wo.)        | 1      |